# Higiene femenina

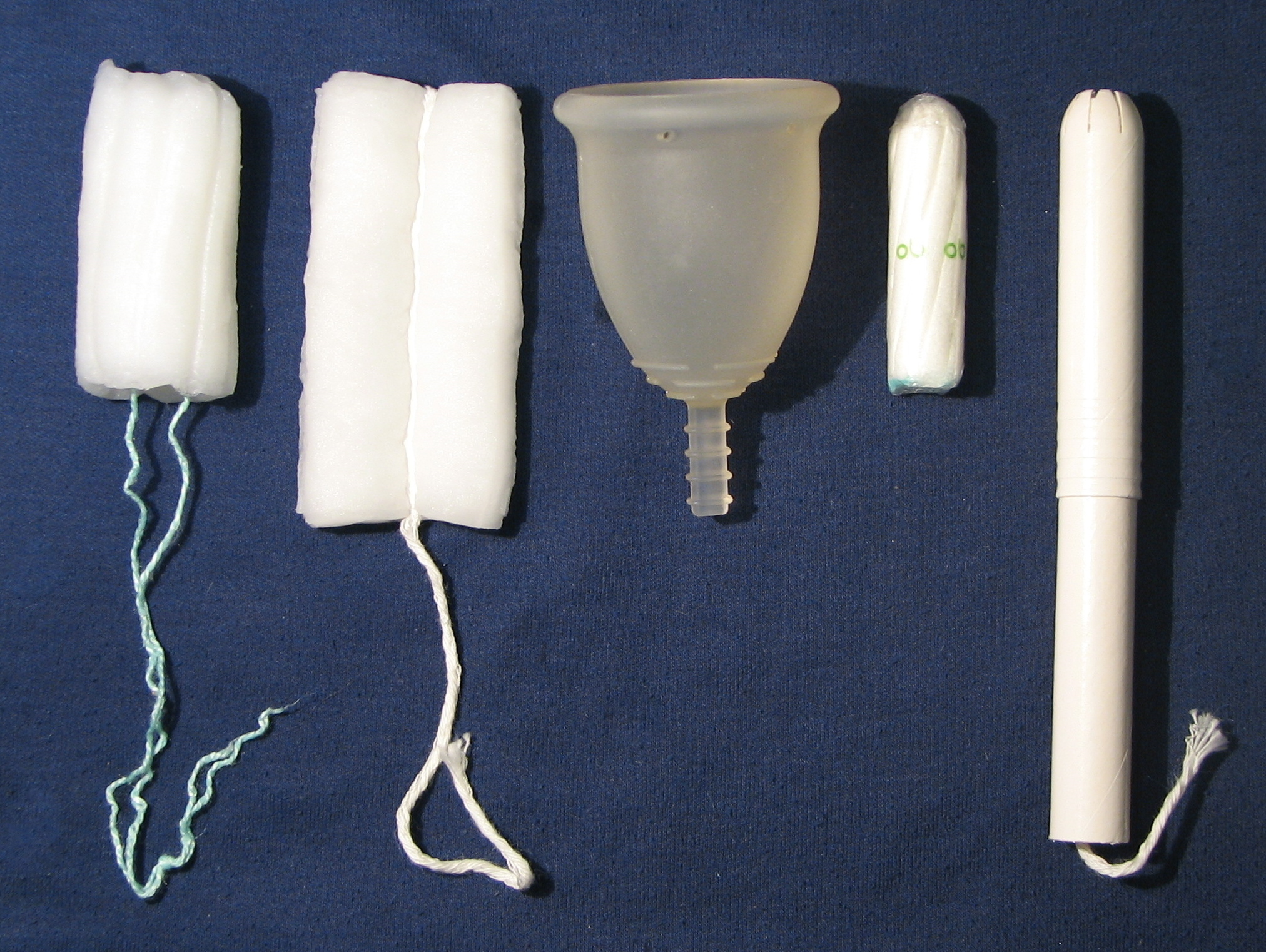
Copa menstrual Fleurcup (tamaño grande); Tampón superdigital; Tampón aplicador normal

El término higiene femenina o higiene menstrual se refiere al uso de productos de higiene que las mujeres utilizan durante la menstruación, los loquios después del parto o de forma continuada para proteger la ropa interior de la sangre, el moco cervical, las secreciones vaginales y otras secreciones naturales que se producen en la zona de la vulva o la vagina en mujeres sexualmente maduras.En los países industrialmente desarrollados los artículos fabricados industrialmente desempeñan un papel clave en la higiene menstrual, entre ellos las toallas sanitarias, los protectores diarios, los tampones, las esponjas menstruales, las copas blandas, la ropa interior menstrual o las copas menstruales. Los productos de higiene femenina también incluyen productos destinados a limpiar la vulva o la vagina, como duchas vaginales, toallitas femeninas y jabón.Estos productos pueden ser desechables o reutilizables:Las compresas, los tampones y los salvaslips son productos de higiene femenina desechables. Mientras que las copas menstruales, las compresas de tela, las bragas y las esponjas son productos de higiene femenina reutilizables.

## El área vulvo vaginal
La vulva actúa como línea de defensa inicial, protegiendo el tracto genital de las infecciones. A menudo, los contaminantes se acumulan en los pliegues de la vulva, y factores como el aumento de la humedad, la sudoración, la menstruación y las fluctuaciones hormonales pueden afectar el crecimiento y el equilibrio de las especies microbianas, lo que puede provocar mal olor e infecciones vulvovaginales.
A diferencia de otras áreas de la piel, la piel vulvar presenta variaciones en la hidratación, fricción, permeabilidad e irritación visible. Es más susceptible a los agentes tópicos en comparación con la piel del antebrazo debido al aumento de hidratación, oclusión y fricción. Es probable que el vestíbulo vulvar no queratinizado sea más permeable que la piel queratinizada. Cabe destacar que la piel genital es única, con un estrato córneo delgado y grandes folículos pilosos, lo que facilita la penetración de microbios y sustanciasLa vagina, un canal fibromuscular que se extiende desde su abertura externa en la vulva hasta el cuello uterino, está compuesta principalmente de músculo liso cubierto por un revestimiento epitelial no queratinizado. 
Este revestimiento, hasta la menopausia, permanece grueso y se mantiene húmedo gracias al líquido de la pared vaginal y al moco de las glándulas cervicales y vestibulares. 

### Flujo vaginal
Antes de llegar a la pubertad y hasta después de la menopausia, las mujeres suelen experimentar un flujo vaginal natural y saludable. Esta secreción está compuesta de bacterias, células epiteliales descamadas que se desprenden de las paredes vaginales, junto con moco y líquido (plasma) producido por el cuello uterino y la vagina. A lo largo del ciclo menstrual, la cantidad y la consistencia del flujo sufren variaciones. Al principio y al final del ciclo, cuando los niveles de estrógeno son bajos, el flujo es denso, adhesivo y hostil para los espermatozoides. A medida que aumentan los niveles de estrógeno antes de la ovulación, el flujo se vuelve gradualmente más claro, más líquido y más elástico. 

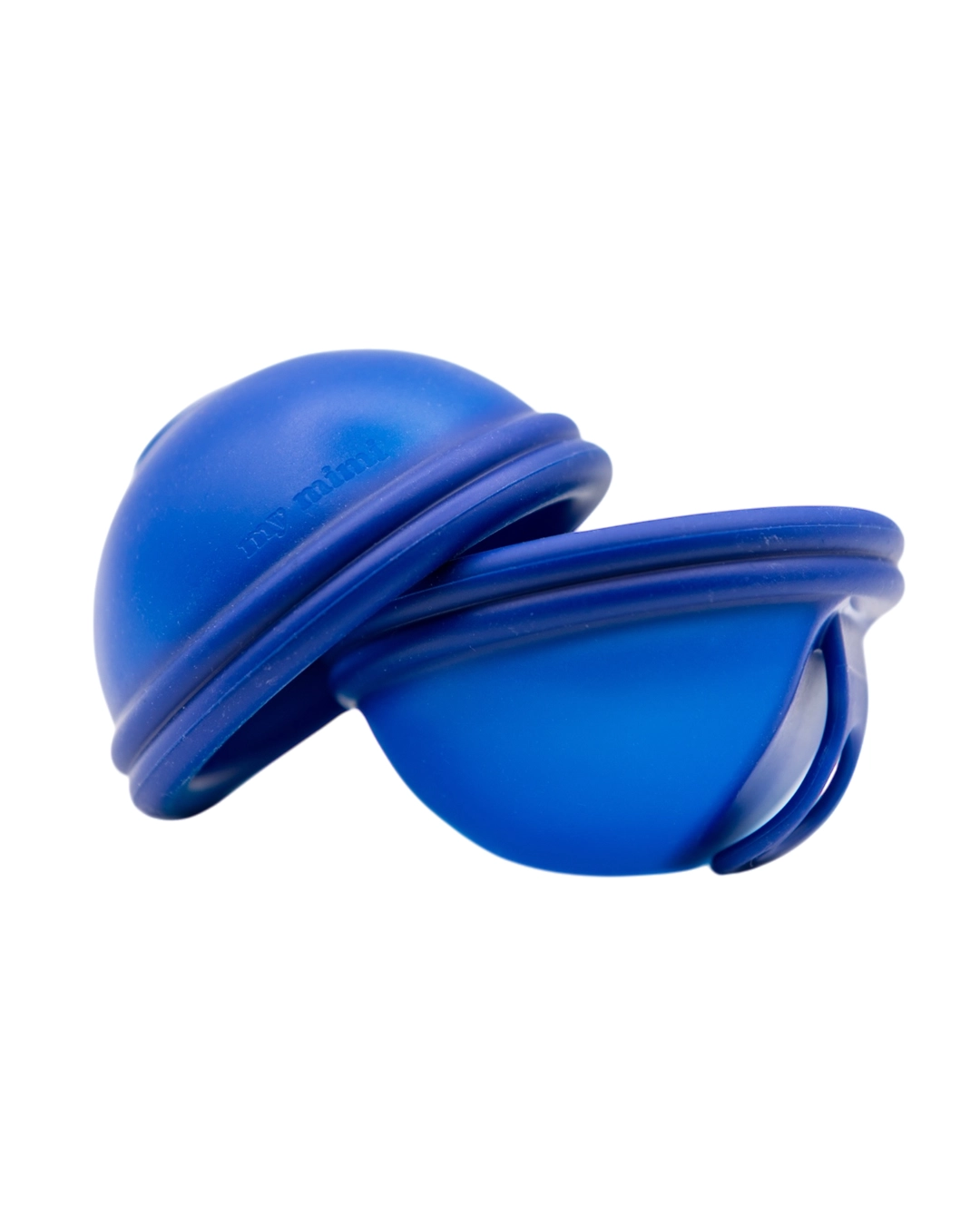
Un disco menstrual reutilizable

Durante una menstruación considerada normal se excretan hasta 60 ml de sangre, lo que supone unos 10 ml al día aunque el flujo sanguíneo puede ser bastante más abundante en los primeros días que en los posteriores. Muchas mujeres también tienen periodos en los que se excretan más de 80 ml de sangre en el transcurso de una semana, hipermenorrea.La cantidad de secreción vaginal varía con el ciclo menstrual y es más alta en los días posteriores a la ovulación.En promedio, es de 4 a 6 ml por día.Con un pH de 3,8 a 4,4, las secreciones vaginales están en el rango ácido; La ropa interior oscura en particular puede decolorarse debido al contacto prolongado con la secreción.

## Tipos de productos

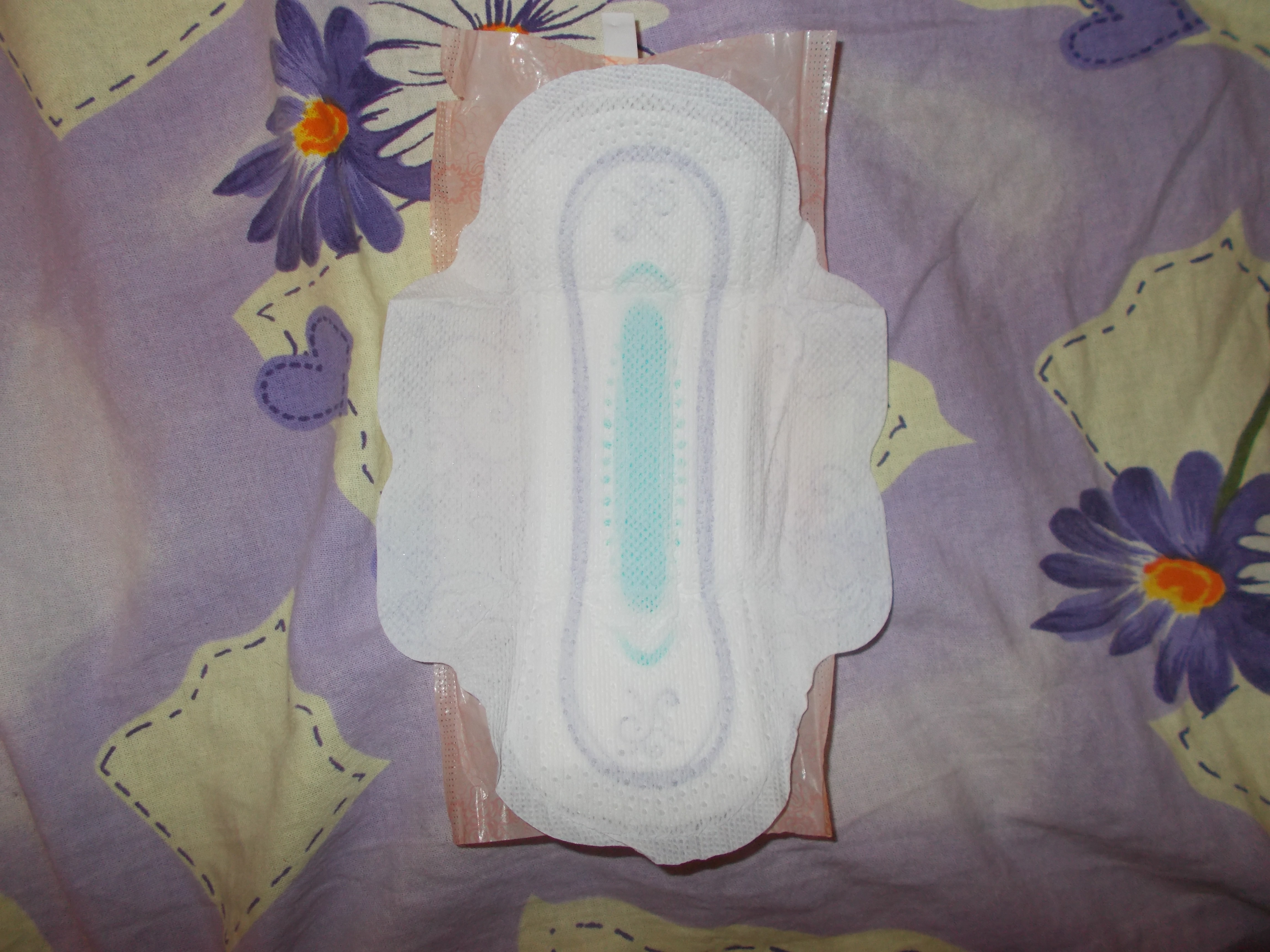
A menstrual pad with wings

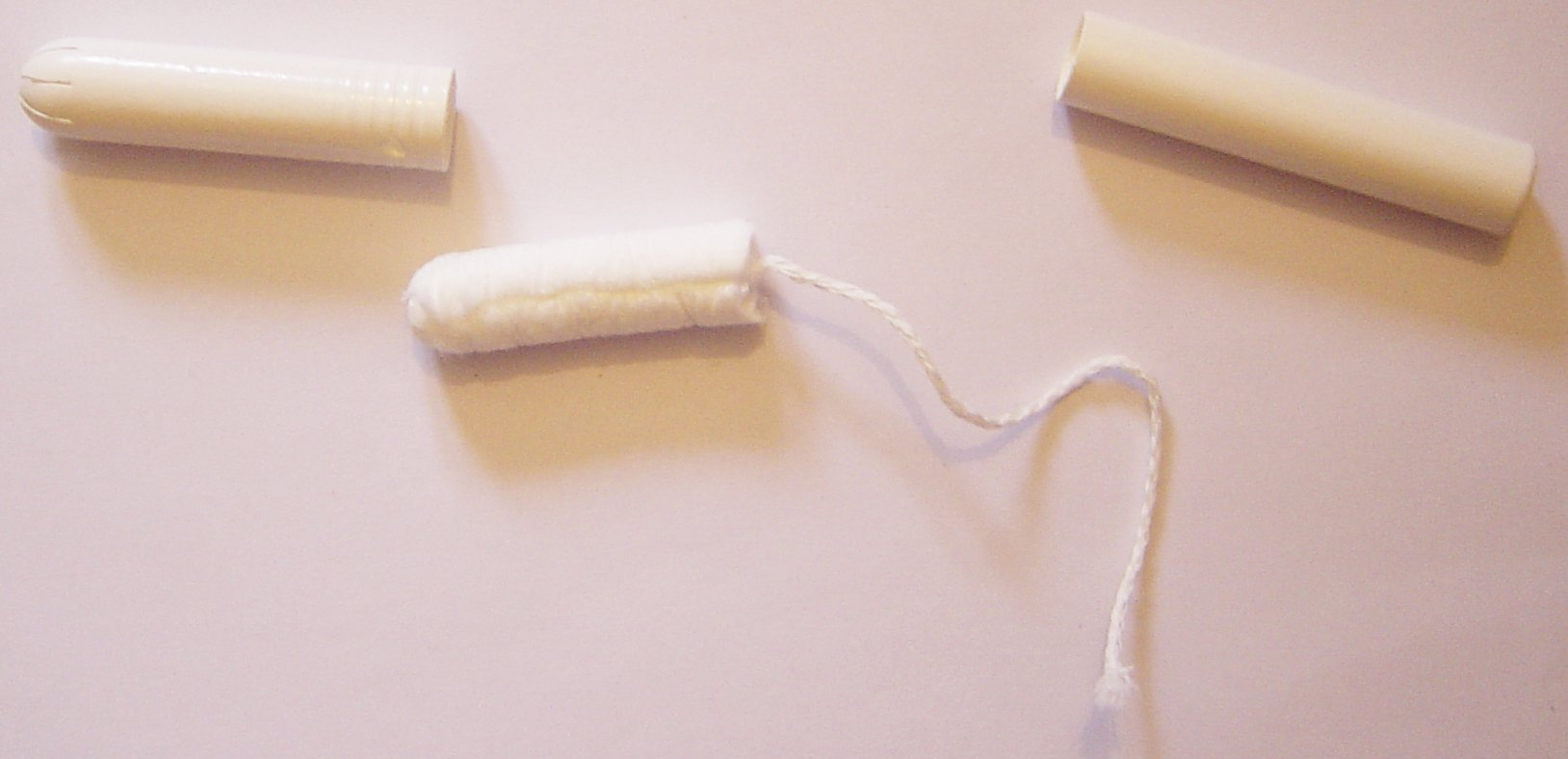
Los elementos de un tampón con aplicador. Izquierda: el tubo más grande ("penetrador"). Centro: tampón de algodón con cordón adjunto. Derecha: el tubo más estrecho.

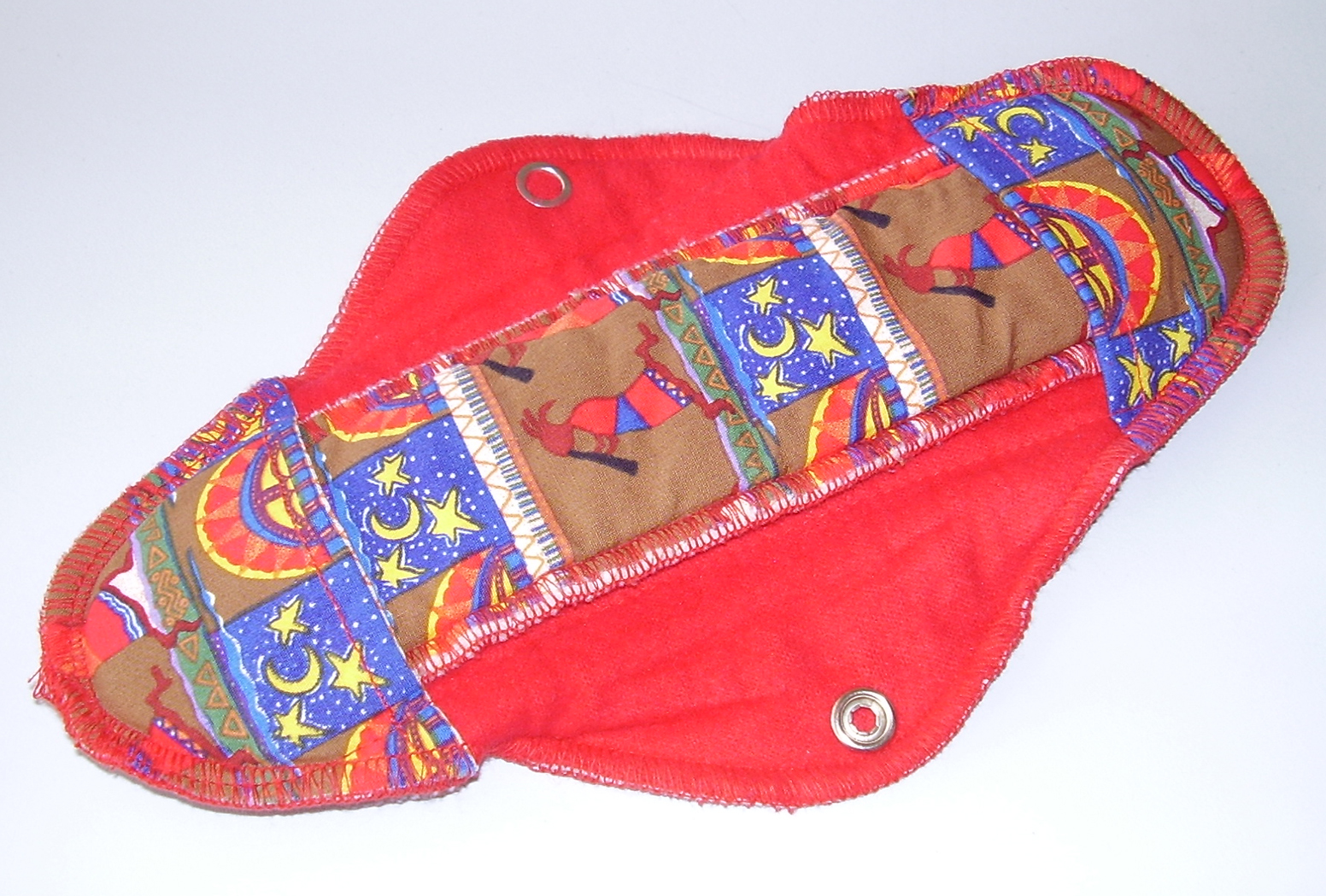
Toalla menstrual de tela reutilizable con motivo Kokopelli.

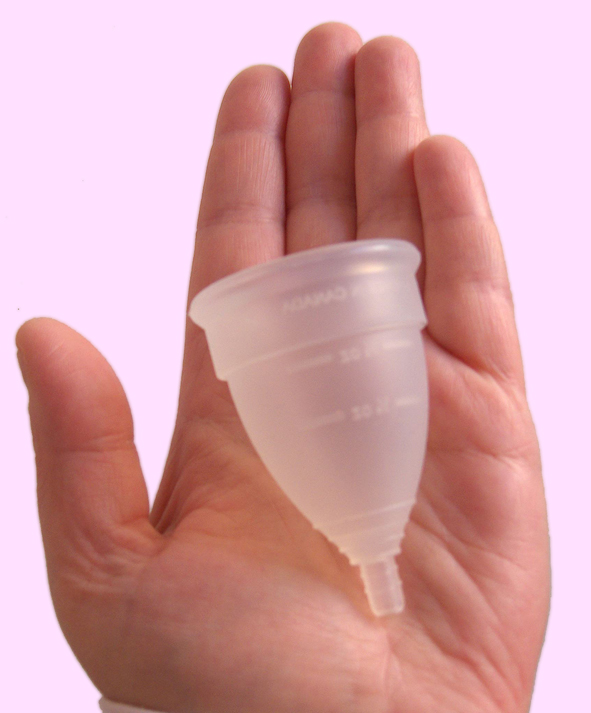
Una copa menstrual

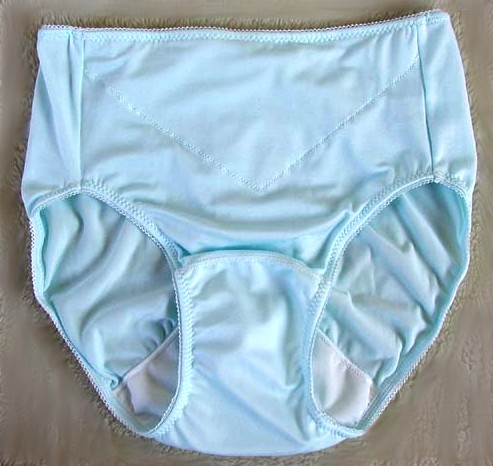
Braguita menstrual

### Desechables
- Toalla sanitaria: Fabricada con material absorbente que se usa en el interior de la ropa interior para absorber un flujo menstrual más abundante. Hecha de celulosa y disponible en muchas absorbencias y longitudes diferentes. Pueden tener alas o un respaldo adhesivo para mantener la almohadilla en su lugar. [9]
- Protector diario: Similares a una toalla sanitaria, son más pequeños, más delgados y se utilizan para períodos más ligeros, sangrado intermitente y flujo vaginal, o como complemento de un tampón. [10] [11]
- Tampón higiénico: Se inserta dentro de la vagina para absorber la sangre menstrual, también se puede usar mientras se nada, disponible en diferentes niveles de absorción. [10] [11] [9]

### Reusables
- Copa menstrual: Fabricada en silicona, caucho natural o plástico; se inserta dentro de la vagina para recoger sangre o revestimiento uterino. [12] La mayoría son reutilizables: se vacían cuando están llenos y se pueden lavar o hervir.
- Toalla sanitaria de tela: se usa dentro de la ropa interior y puede estar hecha de materiales como algodón, franela o tela de toalla. [12]
- Ropa interior menstrual: (también conocida como bragas menstruales): puede referirse tanto a ropa interior que mantiene las toallas sanitarias en su lugar como a ropa interior absorbente que puede reemplazar a los tampones y las toallas sanitarias. [12]
- Esponja menstrual: Se inserta como un tampón o una copa y se usa dentro del cuerpo. [13]
- Toalla: trozo grande de tela reutilizable, que suele usarse durante la noche (si no hay nada más disponible), y que se coloca entre las piernas para absorber el flujo menstrual.[cita requerida]
- Disco menstrual: es un producto de silicona de grado médico reutilizable, diseñado para recolectar el fluido menstrual hasta por 12 horas. A diferencia de las toallas sanitarias y los tampones tradicionales, se ubica cómodamente más arriba en el canal vaginal, ofreciendo una experiencia menstrual discreta y sin fugas. Seguro para las usuarias de DIU, rentable y sostenible por más de cinco años, a menudo ofrece una solución moderna y ecológica para el cuidado menstrual.[14]

### De limpieza:
- Duchas vaginales: líquido utilizado para limpiar el interior de la vagina.[9]

- Toallitas femeninas: Un paño húmedo, a veces perfumado, que se utiliza para limpiar la vulva.[15]

Los productos de higiene femenina diseñados para limpiar pueden provocar reacciones alérgicas e irritación, ya que la vagina elimina naturalmente las bacterias.
Muchos profesionales de la salud desaconsejan las duchas vaginales porque pueden alterar el equilibrio de la flora vaginal y la acidez. Las investigaciones demuestran que las características bacterias desempeñan un papel crucial en el mantenimiento de un pH ácido y en la competencia de los patógenos externos para adherirse a la mucosa vaginal. Además, estas bacterias se defienden de los patógenos generando compuestos antimicrobianos como la bacteriocina.
El análisis in vitro de los fluidos vaginales de cinco mujeres demostró actividad contra especies bacterianas no residentes, incluidas Escherichia coli y Streptococcus del grupo B.Esta protección contra el estreptococo del grupo B tiene especial importancia para las mujeres embarazadas, ya que comúnmente coloniza la vagina a través del tracto gastrointestinal, elevando el riesgo de parto prematuro, meningitis neonatal y muerte fetal. 
Además, puede provocar bacteriuria asintomática, infecciones del tracto urinario, infecciones del tracto genital superior y endometritis posparto.

### Higiene menstrual sin productos industriales
En la China imperial, gracias a la invención de los textiles y el papel, las mujeres tenían varios tipos de toallas sanitarias hechas a mano que se sujetaban al cinturón con cintas o bufandas, incluyendo bolsas textiles rellenas de material absorbente y toallas sanitarias desechables hechas de papel de paja, algodón o ropa vieja. 
En Europa, las mujeres utilizaban compresas de lino, y más tarde también de algodón cuando se abarataron, que se llevaban abotonadas o atadas a los llamados cinturones menstruales (las bragas de aquella época, que todavía eran muy holgadas y a menudo abiertas en la entrepierna, requerían un cierre aparte). Había una amplia variedad de patrones, desde simples telas que se doblaban en diagonal para formar una compresa estrecha, hasta modelos bastante complejos que tenían una especie de bolsillo insertable para una compresa absorbente hecha de otro trozo de tela o trapo, hasta compresas acolchadas y acolchadas que recordaban visualmente a las compresas sanitarias desechables actuales. Este tipo de toallas sanitarias siguieron estando muy extendidas incluso después de la introducción de los productos industriales, porque podían fabricarse en casa a partir de restos de telas inutilizables, ropa vieja y similares, prácticamente de forma gratuita. Sólo los sectores más pobres de la población utilizaban trapos sin procesar como vendajes.
Las mujeres estadounidenses, especialmente cuando viajaban, utilizaban una tela de muselina en la que envolvían algodón aplana.

## Impacto ambiental
El impacto ambiental de cada producto varía enormemente en su embalaje. En la vida de una mujer desde que comienza a menstruar se puede llegar a utilizar entre 5.000 y 15.000 compresas y tampones a lo largo de su vida, lo que supone unos 400 kilos de envases.Los peores en términos de impacto medioambiental son los tampones, ya que suelen contener plástico o una mezcla de algodón y rayón y fibras sintéticas, se envasan en papel y plástico, pueden tener cordones de plástico y aplicadores de plástico, que no se pueden reciclar. La opción que se considera más respetuosa con el medio ambiente es la copa menstrual. 

## Problemas de salud
Los diferentes productos pueden conllevar distintos riesgos para la salud, algunos de los cuales podrían estar comprobados y otros ser especulativos.   
- Síndrome de shock tóxico: Una enfermedad poco frecuente que puede ocurrie es causada por un veneno vinculado a bacterias del tipo Streptococcus pyogenes o Staphylococcus aureus.[9] [22]
- Irritación: Puede ser causada por fragancias, neomicina (adhesivo en las almohadillas), aceite de árbol de té, benzocaína. La inflamación también puede ser un riesgo asociado a algunos productos.[9]
- Infección por levaduras: un hongo.[11]
- Vaginosis bacteriana: crecimiento excesivo de bacterias naturales en la vagina que provoca un tipo de inflamación vaginal. El desequilibrio de las bacterias con respecto  a su estado natural esto conectado a la vaginosis bacteriana. Que se manifiesta con un capa de color blanca/gris en las paredes vaginales y la vulva, acompañada de un olor a pescado y un pH vaginal superior a 4,5. [23]
- El problema de la recurrencia surge de los mecanismos que contienen toxinas dañinas como sustancias perfluoroalquiladas y polifluoroalquiladas (PFAS) [24] que pueden estar relacionadas con consecuencias adversas para la salud, como el cáncer. [25]
- Exposición a sustancias químicas: algunas empresas de ropa interior de época (como Thinx, Ruby Love y Knix) se enfrentan a demandas colectivas por productos que contienen toxinas nocivas como las sustancias perfluoroalquiladas y polifluoroalquiladas (PFAS),[26] que pueden estar relacionadas con resultados adversos para la salud como el cáncer.[27]

## Historia de higiene menstrual con productos industriales

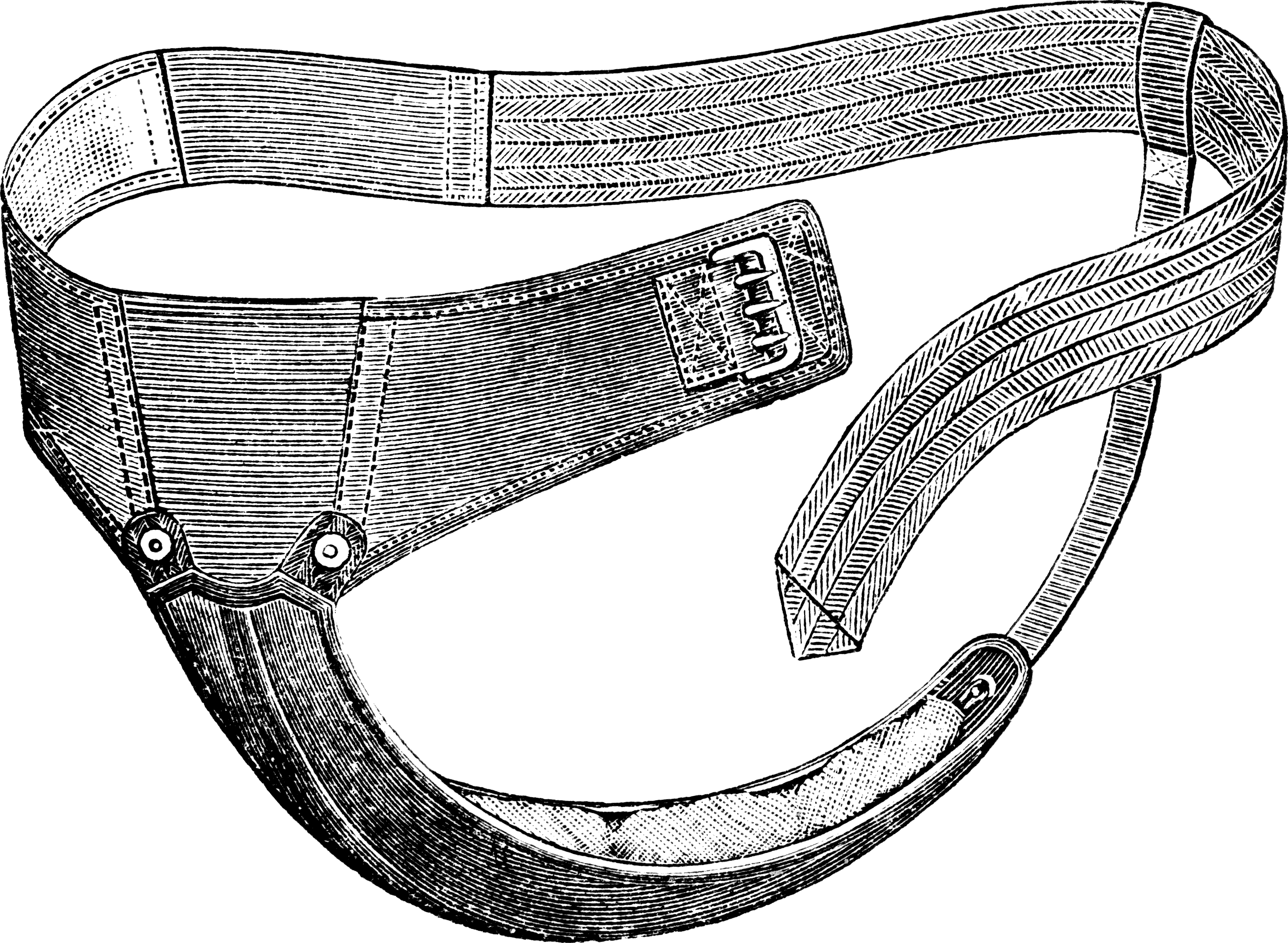
Un producto menstrual comercial temprano en forma de cinturón menstrual. Ilustración de 1911.

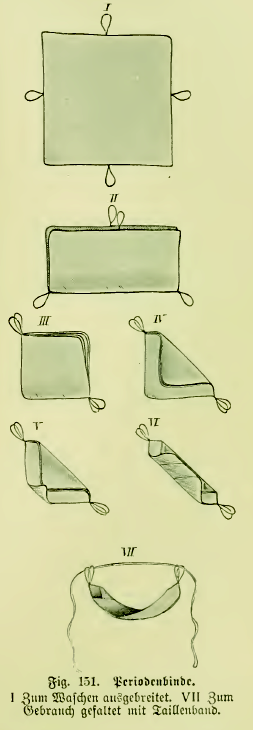
Instrucciones sobre cómo doblar un trozo de tela para utilizarlo como toalla sanitaria. En la parte inferior se muestra cómo sujetar la almohadilla con cordón a la cinturilla. Del libro alemán La mujer como médico de familia, 1911.

En el antiguo Egipto, el Imperio Romano e Indonesia se utilizaban diversos materiales naturales (lana, hierba, papiro ) como tampones. En el antiguo Japón, el tampón estaba hecho de papel y se mantenía en su lugar mediante un aglutinante especial llamado kama, y se cambiaba hasta 12 veces al día. En la Suecia del siglo XVIII, no se sabía que las mujeres de la sociedad común utilizaran productos de higiene femenina y las manchas menstruales visibles en la ropa no atraían mucha atención. Una expresión común para la menstruación durante este período era "usar la ropa" o "usar el särk ", una prenda interior tipo camisola . Es probable que se utilizaran trozos de tela o trapos especiales para recoger el fluido menstrual. Sin embargo, hay pocos registros de toallas sanitarias de la era preindustrial. Como artefactos, los diversos tipos de toallas sanitarias no se han conservado ni sobrevivido en ningún sentido particular, ya que las telas utilizadas se descartaban cuando se desgastaban o la necesidad de ellas cesaba con la menopausia. Sin embargo, a medida que la tecnología evolucionó, se introdujeron productos de higiene comerciales en forma de toallas sanitarias, también conocidas como compresas menstruales. En Suecia, esto ocurrió a fines del siglo XIX y se ha vinculado con un mayor enfoque en la limpieza, la higiene personal y la salud que se produjo a principios del siglo XX a raíz de la urbanización. A finales del siglo XIX, la primera compresa higiénica comercial también fue introducida en el mercado estadounidense por Johnson & Johnson. Era una variante de la compresa menstrual hecha de franela.Los anuncios y la información de los productos de toallas sanitarias son la principal fuente de conocimiento sobre la historia de las toallas sanitarias.

### Productos comerciales de principios delsigloXX
Antes de 1900
El “cinturón Diana” de Teufel pretendía permitir a las mujeres de principios del siglo XX moverse con relativa libertad incluso cuando llevaban un vendaje. Ya a finales del siglo XIX, la fábrica de vendajes Paul Hartmann, fundada en 1883 en Hohenelbe, Bohemia, producía compresas higiénicas que podían absorber el material de vendaje “Mulpa”, hecho de lana de madera , que se suministraba en forma de bloque comprimido. Carl Moritz Marwede , que desde 1888 dirigía una fábrica de “preparados quirúrgicos de musgo” en Neustadt am Rübenberge, cerca de Hannover, tenía en su gama de productos vendajes de musgo de turba , diseñados para un solo uso, que enviaba a sus clientes por correo. Los cinturones menstruales fueron hechos de tal manera que la almohadilla en sí estaba contenida en un soporte especial que se sujetaba alrededor de la cintura con un cinturón. Las compresas de estos diseños se denominan "ventosas" en los documentos de patentes suecos, como la patente "Ventosa para la menstruación" de 1889. El precio de un cinturón menstrual podía oscilar entre 2,75 y 3,50 coronas suecas y las compresas debían adquirirse por unas 4-5 coronas suecas cada una, dependiendo del tamaño del paquete. Según la información de precios disponible, la protección menstrual probablemente era una compra costosa que no estaba disponible para todos.El cinturón sanitario puede verse como una versión moderna del cinturón menstrual, pero más parecido a una faja .
La función del cinturón es mantener la almohadilla en su lugar y al mismo tiempo brindarle al usuario mayor libertad de movimiento. En Suecia, el producto se introdujo en la década de 1940 y se utilizó hasta la década de 1960. En la década de 1970, se introdujo la tira adhesiva en la parte inferior de la compresa, lo que permitió fijarla a la ropa interior y mantenerla en su lugar sin necesidad de usar una faja, un imperdible o un cinturón.
En 1893, la empresa de Stuttgart Wilhelm Julius Teufel patentó su “Cinturón Diana”.  El cinturón fue posteriormente complementado con un "vendaje de plumas" con el nombre de modelo "Cleopatra", que se enrollaba y se extendía para lavarlo. La empresa también producía toallas de papel . 
En Estados Unidos, Johnson & Johnson lanzó en 1897 toallas sanitarias desechables hechas de envuelto en gasa.algodón  La comercialización era difícil a finales del siglo XIX porque mencionar las funciones corporales femeninas se consideraba indecente. 
1900–1950
A principios del siglo XX, algunas mujeres estadounidenses, cuando tenían la menstruación, usaban un delantal sanitario hecho de goma y tela debajo de sus faldas para evitar que la sangre se filtrara a su ropa exterior. 
Después de que las enfermeras durante la Primera Guerra Mundial descubrieron que el material de las vendas era más adecuado para absorber la sangre menstrual que los trozos de tela que habían utilizado anteriormente, el fabricante de papel Kimberly-Clark compró material de las existencias de vendas sobrantes del ejército estadounidense y, a partir de 1921, sacó al mercado compresas desechables bajo la marca "Kotex".  Para poder usar las toallas sanitarias Kotex, las mujeres usaban cinturones sanitarios , en su mayoría de la popular marca "Hoosier", que contenían imperdibles (en una correa en la parte posterior y una hebilla de metal en la parte delantera) a los cuales se sujetaban las toallas. Aunque los cinturones se consideraban incómodos, siguieron utilizándose hasta la década de 1970. 
En Alemania , en 1926, Vereinigte Papierwerke Nürnberg , que más tarde también comercializó los pañuelos Tempo , desarrolló una venda de celulosa en un tubo de red para un solo uso; El producto se llamó “Camelia”. 
Desde 1950
Después de que Kotex ya había introducido un protector diario en Estados Unidos en 1975 , Johnson & Johnson le siguió en 1976 con el producto “Carefree”.  Algunas mujeres usan protectores diarios durante períodos muy ligeros, después de las relaciones sexuales y, a menudo, para proteger la ropa interior de las secreciones vaginales a diario. 
En Estados Unidos, Gran Bretaña y Francia, Procter & Gamble introdujo la marca “Always” en 1983; Los productos están en el mercado alemán desde el verano de 1991.  Actualmente se venden bajo diferentes marcas en muchos otros países. En 1986, Procter & Gamble presentó “Always Plus”, una toalla sanitaria con alas en los costados para evitar que la sangre se escurra por los lados de la toalla. En 1991 se presentó el modelo “Always Ultra”, que transforma el líquido absorbido en un gel antifugas y, por lo tanto, puede ser mucho más fino que las compresas anteriores.  El modelo “Always Infinity”, lanzado en 2008, utiliza el material de unión aún más fuerte “Flex Foam”.  En 2016, se ofrecieron un total de 34 toallas sanitarias y 17 protectores diarios diferentes bajo la marca “Always”. Las toallitas húmedas también se comercializan bajo la etiqueta “Always”. 
La empresa TZMO, fundada en 1951 en Torun, Ucrania , como fábrica de vendajes, posee hoy también una gran cuota de mercado en Alemania. Desde 2003 también produce productos de higiene femenina, que se venden en los países de habla alemana bajo la marca “Bella” en el segmento de descuento.  En Europa Central y Oriental, esta línea de productos tiene la mayor cuota de mercado.
Había y hay bragas sanitarias especiales para insertar toallas sanitarias , que están hechas de material impermeable en la entrepierna.
Las toallas sanitarias pueden estar hechas de algodón tejido, de punto o de ganchillo y rellenas de trapos. Podían fabricarse en casa para uso personal o producirse en masa y venderse, como en las ciudades que tenían una industria textil.

El receptáculo menstrual fue el primer producto de higiene que se lanzó al mercado como protección menstrual en Suecia, ya en 1879. Estaba hecho de goma, como muchos de los artículos de higiene de la época, y se parecía a una carcasa en forma de cuenco que se colocaba en la parte exterior del abdomen. No se considera que el receptáculo menstrual haya ganado mucha popularidad. 

La primera mitad del siglo XX también vio el desarrollo de los primeros productos menstruales intravaginales similares a la copa menstrual, con una patente temprana que data de 1903.

### Productos textiles modernos
Con el resurgimiento de los pañales de tela para bebés en la década de 1980, también regresaron las toallas sanitarias de tela para mujeres. En 1988, Marie Walleberg fundó la empresa ImseVimse en Visby , Suecia , que ahora produce compresas de tela además de pañales de tela.  Eco femme vende toallas sanitarias de algodón y dona parte de las ganancias a proyectos benéficos en la India.  Existen también otros numerosos proveedores, como la empresa austriaca Popolini , la alemana Kulmine (fundada en 1993 en Osnabrück con el nombre de Die Vivas ) y la china Dutchess . 
En la primavera de 2015, la empresaria Miki Agrawal, con sede en Brooklyn , lanzó bragas menstruales lavables ( marca "Thinx") que parecen ropa interior normal pero están hechas de material altamente absorbente y pueden usarse durante la menstruación sin ninguna protección adicional.  En los Premios Mundiales de Tecnología de 2015, Agrawal fue nombrado Emprendedor Social del Año por esta iniciativa . 

#### Bragas menstruales modernas
Esta moderna ropa interior menstrual puede absorber hasta 30 mililitros de líquido como una esponja sin mojarse gracias a una adecuada selección de tejidos y una estructura multicapa tipo sándwich . Es lavable a máquina y reutilizable y ha sido ampliamente utilizado desde su lanzamiento.

#### Tampones desechables

Toalla sanitaria de la marca Camelia Populär, procedente de existencias militares para enfermeras, circa 1942

El tampón de celulosa con cordón, que absorbe la sangre menstrual directamente en la vagina, fue inventado en 1929 por Earle Haas , un osteopatólogo estadounidense . Haas patentó la invención pero no pudo comercializarla. En 1933, la empresaria Gertrude Tendrich adquirió la patente y ayudó así a la empresa Tampax , fundada en 1936 , a un rápido ascenso.  Haas insistió en que las usuarias no deberían tocar el tampón con los dedos. Por ello, los productos Tampax estaban equipados con un aplicador , un tubo telescópico de cartón.  En la década de 1960, la empresa se enfrentó a la competencia de productos similares de Playtex , una empresa fundada en 1947 .  Playtex patentó un aplicador de plástico en 1973; Aunque ahora existen alternativas de cartón, muchos tampones con aplicadores todavía utilizan plástico. 
Los tampones sin aplicador también se vendieron tempranamente en Estados Unidos bajo las marcas Wix y Fax .  En la década de 1950, siguieron los tampones "pursettes", que tenían una punta humedecida para facilitar su inserción; Por primera vez se hizo publicidad intensiva a un grupo objetivo más joven. La idea llegó a Alemania en 1947 a través del ingeniero Carl Hahn , quien fundó su propia empresa y adaptó la tecnología de liado de tabaco, que había aprendido previamente como jefe del fabricante de cigarrillos de Bremen Martin Brinkmann , para la producción de tampones de algodón.  Los tampones ob de Hahn se vendieron a partir de 1950. 
En Estados Unidos, Procter & Gamble desarrolló en 1978 un tampón hecho de material más absorbente que adquiría forma de campana cuando se expandía. A principios de la década de 1980, este nuevo material se relacionó ocasionalmente con el síndrome de shock tóxico , que había provocado la muerte de varias mujeres. 
En la RDA se vendieron hasta 1989 tampones de la marca Imuna , producidos por VEB Vliestextilien Lößnitztal .  En Alemania también se comercializaron tampones Camelia desde 1995. 

En 1989, se introdujo en Florida un producto llamado “Fresh 'n' Fit Padettes” . Era un tampón para los días ligeros que no se introducía en la vagina sino que se colocaba entre los labios y se utilizaba sólo en los días ligeros del período.  El artículo fue presentado por segunda vez en 1997 con el nombre de “inSync Miniform”, pero no despertó interés entre los clientes.  Desde 2008 ha vuelto al mercado como “Unique Miniform”, pero ahora más para su uso en la incontinencia de vejiga . 

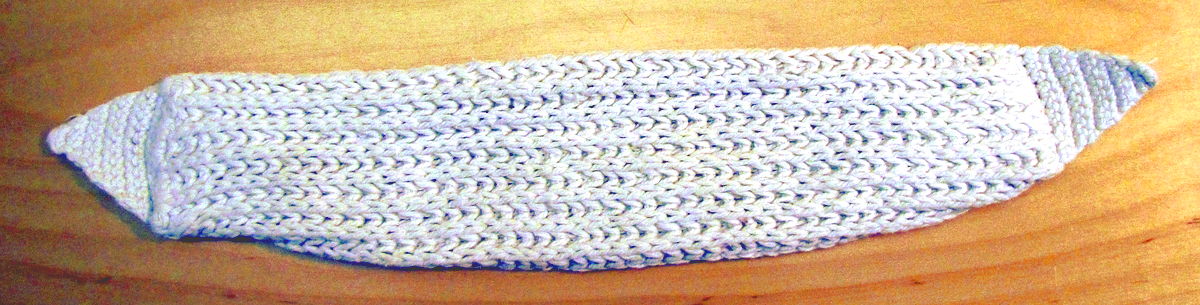
Toalla menstrual tejida casera

#### Tampones lavables
Los tampones lavables también están disponibles como alternativa a los tampones desechables.  Sin embargo, existe una mayor demanda de esponjas menstruales, como las que vende Jade & Pearl , una empresa fundada en Florida en 1974 ; Las esponjas menstruales son pequeñas esponjas naturales sin tratar que se insertan en la vagina sin hilo de extracción y luego se retiran con los dedos índice y medio.  Los productos de plástico correspondientes se denominan tampones blandos . A diferencia de los tampones, las esponjas y los tampones suaves no necesitan retirarse durante la relación sexual.

### Copas menstruales y discos menstruales
Las copas menstruales se pliegan para su inserción.
La primera copa menstrual fue patentada en Estados Unidos en 1867 como “bolsa catamenial”, pero nunca fue fabricada industrialmente. El invento consistía en una bolsa unida a un anillo, que debía insertarse en la vagina y colocarse con el anillo delante del cuello uterino para que el flujo sanguíneo se recogiera directamente en la bolsa. El inventor sospechó que la bolsa no mantendría su posición sin estabilización externa, por lo que añadió un cinturón de cadera que estaba conectado a la bolsa mediante un cable . 
En 1937, la estadounidense Leona Chalmers patentó una copa menstrual de goma que tenía forma de cáliz. Chalmers asumió que la copa se mantendría en su lugar gracias a los músculos del suelo pélvico y, por lo tanto, no se deslizaría dentro de la vagina; Para vaciar y limpiar la taza, simplemente la dotó de un mango corto. El invento se produjo en pequeñas cantidades con el nombre de “Tass-ette” hasta que el caucho se volvió tan escaso durante la Segunda Guerra Mundial que Chalmers tuvo que detener la producción.  Con el apoyo del empresario Robert Oreck, Chalmers relanzó el producto bajo el nombre de "Tassette" a finales de la década de 1950. La “Tassette” sólo se vendió en pequeñas cantidades; En 1963 la producción se interrumpió por completo. A finales de la década de 1960, cuando ya había comenzado la producción en masa de toallas sanitarias desechables , Chalmers hizo otro intento con una copa menstrual desechable llamada “Tassaway”, que se produjo en pequeñas cantidades hasta 1973. 
En 1987, una empresa fundada en Cincinnati retomó la idea de la “Tassette” y desde entonces produce copas menstruales de caucho (“The Keeper”) y silicona (“The Moon Cup”).  Desde entonces, la silicona se ha convertido en el material estándar porque es más ligero y más flexible que el caucho (“látex”) y no causa alergias . La empresa finlandesa Lunette ofrece productos similares desde 2005 . 
La empresa sueca Intimina siguió en 2012 con una copa de forma asimétrica, la “Lily Cup”, y en 2014 con una copa plegable, la “Lily Cup Compact”.  Existen también otros proveedores, entre ellos la empresa canadiense Diva International (“Diva Cup”), que comercializa también sus productos en grandes cadenas de tiendas departamentales y farmacias de Norteamérica . 
En 1996, Instead Healthcare en San Diego introdujo un “Softcup”, un disco desechable que consiste en una bolsita de polietileno unida a un anillo de plástico flexible. El anillo es más grande que la circunferencia de una copa menstrual y el producto se coloca delante del cuello uterino en una posición similar a la de un diafragma . A diferencia de una copa menstrual convencional, no es necesario retirar una copa blanda o un disco menstrual durante las relaciones sexuales vaginales.  La empresa Evofem , que adquirió Instead en 2009, añadió un producto que puede usarse varias veces en un ciclo pero que después debe desecharse.  Hoy en día, los discos menstruales están disponibles de muchos fabricantes diferentes. Generalmente están hechos de silicona de grado médico y ofrecen hasta 12 horas de protección contra fugas gracias a su mayor volumen de hasta 75 ml. Los discos menstruales también se pueden utilizar mientras se nada. Una diferencia con la copa menstrual es que la mayoría de las mujeres que menstrúan pueden vaciar el disco menstrual sin tener que retirarlo por completo. Esto es posible porque el disco se desplaza ligeramente al orinar debido a la diferente posición corporal y a la tensión de los músculos del suelo pélvico, vaciando así parcialmente su contenido. 

## Tipos históricos de productos de higiene menstrual
- Copa [42]
- Almohadilla [42]
- Bragas [42]
- Esponjas [42] [43]
- Nada [43]
- Lana de oveja [43]
- Ropa interior [43]
- Algodón crudo [43]
- Cinturón sanitario y porta servilletas [43]
- Toallas sanitarias de ganchillo [43]
- Influencias [43]
- Sin cinturón [43]
- Pañales para bebé [43]
- Pañales para adultos [43]
- Plantas [9]

## Discrepancias entre los distintos grupos étnicos
La higiene femenina presenta discrepancias en diversos grupos étnicos. Las diferencias en las prácticas de higiene femenina a menudo están asociadas con distintas creencias culturales y costumbres religiosas. Las investigaciones indican que las inmigrantes afrocaribeñas, a diferencia de las mujeres caucásicas, son más propensas a limpiar la vulva con un baño de burbujas o un antiséptico.  Esta práctica se alinea con la creencia en la necesidad de una limpieza corporal profunda para la salud y el bienestar. Entre las mujeres judías ortodoxas, se realiza un baño ritual conocido como mikve después de los períodos menstruales o el parto para lograr la pureza ritual. En la fe musulmana, tanto hombres como mujeres participan en un ritual de baño llamado ablución completa (ghusl) después de las relaciones sexuales o la menstruación como práctica de purificación. En regiones como Mozambique y Sudáfrica, algunas mujeres optan por la limpieza interna de sus vaginas utilizando sustancias como jugo de limón, agua salada o vinagre con la intención de eliminar el flujo vaginal y “tratar” enfermedades de transmisión sexual. 
Un estudio de investigación que involucró a 500 mujeres en Irán reveló una asociación notable entre la vaginosis bacteriana y prácticas inadecuadas de higiene menstrual y vaginal. Además, los resultados de una encuesta de hogares realizada por Anand et al. indicaron que las mujeres que empleaban métodos antihigiénicos durante la menstruación (excluyendo toallas sanitarias o compresas preparadas localmente) tenían 1,04 veces más probabilidades de informar síntomas de infecciones del tracto reproductivo. Además, estas mujeres tenían 1,3 veces más probabilidades de experimentar flujo vaginal anormal, que abarcaba síntomas como picazón, irritación vulvar, dolor en el abdomen inferior, dolor al orinar o defecar y dolor lumbar. En otra investigación, los hallazgos revelaron que las mujeres que usaban baños de burbujas en la vulva exhibieron un aumento del doble en la probabilidad de sufrir vaginosis bacteriana, en contraste con aquellas que se abstuvieron de usar este producto.  Además, la incidencia de vaginosis bacteriana fue tres veces mayor entre las mujeres que aplicaron soluciones antisépticas en la vulva o dentro de la vagina. Además, la frecuencia de vaginosis bacteriana fue seis veces mayor en las mujeres que utilizaron duchas vaginales. Cuando se trata de vaginosis bacteriana, las mujeres afroamericanas tienen 2,9 veces más probabilidades de ser diagnosticadas con vaginosis bacteriana en comparación con las mujeres de ascendencia europea, posiblemente debido a variaciones en su flora vaginal "normal". 

## Higiene menstrual: las mujeres adolescentes
Para observar la higiene menstrual en niñas adolescentes, se realizó un estudio transversal en una escuela secundaria en Singur , Bengala Occidental, en el que participaron 160 niñas. Los resultados se publicaron en 2008 y revelaron que una parte significativa de las encuestadas se dieron cuenta de la menstruación antes de la menarquia, siendo las madres la principal fuente de información. Aunque la mayoría reconocía la menstruación como un proceso fisiológico, el conocimiento y el uso de toallas sanitarias eran limitados. La mayoría de las niñas utilizaban agua y jabón para limpiarse, y un porcentaje considerable observaba diversas restricciones durante la menstruación.  Entre las 160 encuestadas, 108 (67%) niñas sabían que tenían la menstruación antes de experimentar la menarquia. Las madres fueron la principal fuente de información para 60 (37,5%) niñas. La mayoría, 138 (86%), consideró la menstruación un proceso fisiológico. Sólo 78 (48%) niñas estaban familiarizadas con el uso de toallas sanitarias durante la menstruación. En cuanto a las prácticas, sólo 18 (11,25%) niñas utilizaban toallas sanitarias durante la menstruación. Para la limpieza, 156 (97%) niñas utilizaron tanto agua como jabón. En cuanto a las restricciones, 136 (85%) niñas adhirieron a diversas restricciones durante la menstruación. 

## Sociedad y cultura
Según la Organización Mundial de la Salud, en 2018 había alrededor de 1.900 millones de mujeres en edad reproductiva.  En los países de bajos ingresos, las opciones de las mujeres en materia de materiales de higiene menstrual suelen estar limitadas por los costos, la disponibilidad y las normas sociales. No sólo son limitadas las opciones de las mujeres sino que, según la OMS y el UNICEF, 780 millones de personas no tienen acceso a fuentes de agua mejoradas y alrededor de 2.500 millones de personas carecen de acceso a saneamiento mejorado. La falta de una higiene adecuada hace que a las mujeres les resulte más difícil gestionar su higiene femenina.    

### Impuesto sobre tampones

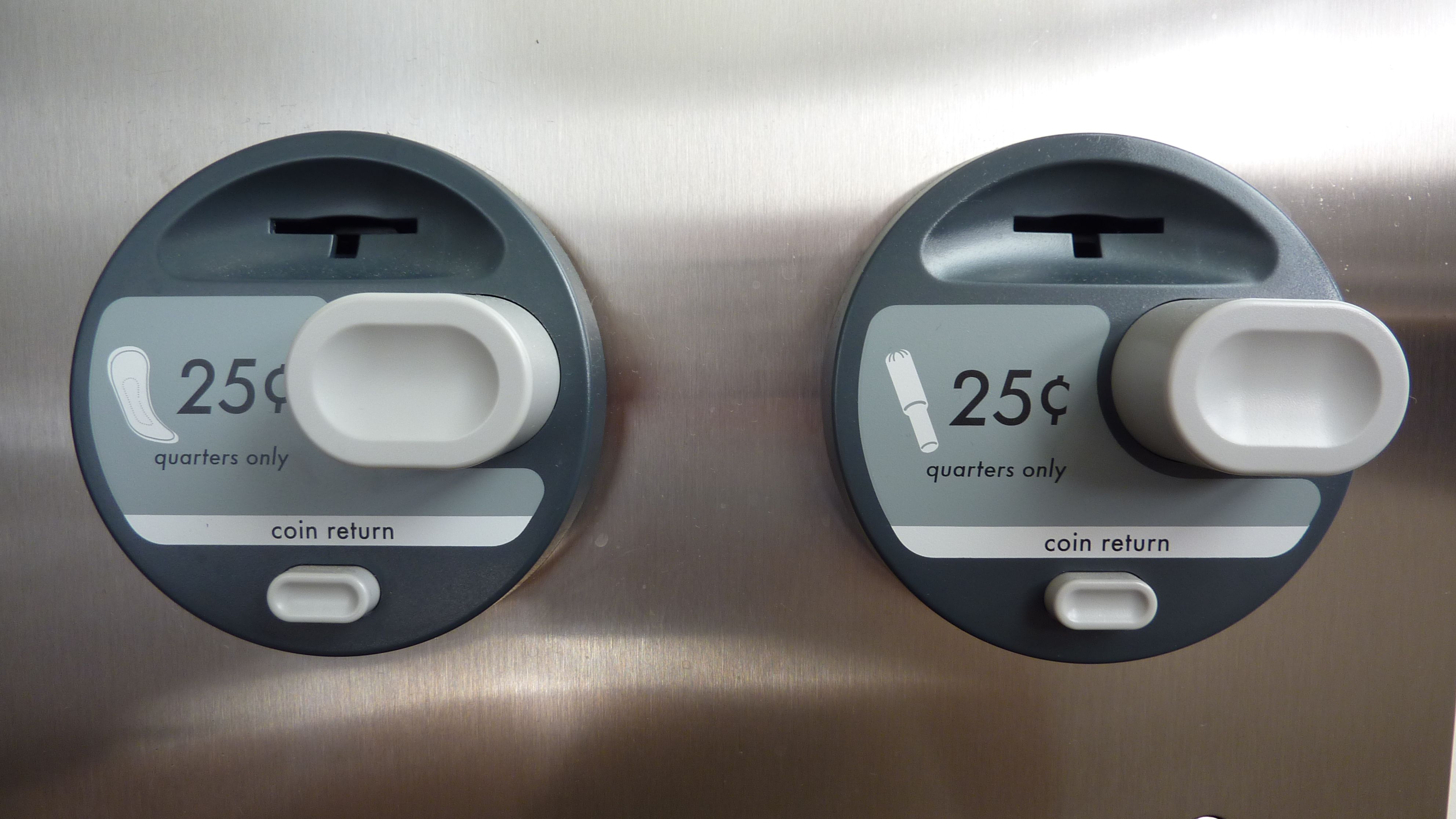
Dispensador de productos de higiene menstrual

El impuesto sobre tampones es una forma abreviada de referirse al impuesto a las ventas que se cobra sobre los tampones, las toallas sanitarias y las copas menstruales. El coste de estos productos comerciales para el manejo menstrual se considera inaceptablemente alto para muchas mujeres de bajos ingresos. Al menos medio millón de mujeres en todo el mundo no tienen suficiente dinero para comprar adecuadamente estos productos. Esto puede dar lugar a la pérdida de días de escuela o, incluso, al abandono total de los estudios en los peores casos. En algunas jurisdicciones, artículos necesarios similares, como dispositivos médicos y papel higiénico, no están sujetos a impuestos. Varias iniciativas a nivel mundial abogan por eliminar el impuesto por completo. 
Con un impuesto sobre las ventas del 19%, la tributación de los productos de higiene menstrual en Alemania era más alta que en la mayoría de los demás países hasta el 31 de diciembre de 2019.  Tras una petición exitosa, el tipo impositivo reducido del 7% ha estado en vigor en Alemania desde el 1 de enero de 2020. En Austria, después de años de aplicación, el IVA sobre los productos menstruales se ha reducido al 10% desde el 1 de enero de 2021, en lugar del 20% anterior. En Suiza, el tipo de IVA es del 7,7%.
La exención total del IVA solo está permitida en la UE desde abril de 2022, ya que la Directiva sobre el sistema del IVA preveía anteriormente un tipo mínimo del IVA del 5 % para los productos de higiene. 
En la mayoría de los estados de Estados Unidos, los productos de higiene femenina no se clasifican como necesidades a efectos fiscales, sino como artículos de lujo. A diferencia de, por ejemplo, Por ejemplo , las vendas, los analgésicos o los caramelos no están exentos del impuesto sobre las ventas en los países en cuestión .  Desde que Canadá abolió el llamado impuesto a los tampones en 2015, se ha debatido controvertidamente, especialmente en Estados Unidos, sobre su condición de discriminación contra las mujeres.  A nivel internacional, los países varían en su enfoque sobre el impuesto a los tampones . Kenia abolió el impuesto a los tampones en 2004; Canadá, Malasia, India y Australia siguieron su ejemplo. 

### Gratis

##### En Escocia
En 2022 el Parlamento escocés votó a favor de la protección gratuita del período destinada a combatir la pobreza menstrual. Esta es una primicia mundial. Según esta ley, el gobierno escocés debe permitir que cualquier persona en Escocia que necesite compresas o tampones pueda obtenerlos gratuitamente. Nicola Sturgeon , la primera ministra escocesa, no dudó en compartir su entusiasmo, manifestando su "orgullo por haber votado a favor de esta ley revolucionaria, que convierte a Escocia en el primer país del mundo en proporcionar protección sanitaria gratuita a todas aquellas que necesiten. 

##### En Francia
Desde 2019, la Universidad de Lille organiza distribuciones de compresas gratuitas. En 2021, el Ministerio de Educación Superior se fijó el objetivo de instalar 1.500 puntos de distribución en todas las residencias universitarias, restaurantes universitarios y servicios de salud universitarios (SSU), con el fin de garantizar la accesibilidad y la gratuidad completa de la protección menstrual.
La primera ministra Élisabeth Borne anunció el reembolso por parte de la seguridad social de los protectores sanitarios reutilizables para las mujeres de 25 años o menos en el presupuesto de 2024 
En Alemania, algunas escuelas y universidades proporcionan productos menstruales, similares al papel higiénico, de forma gratuita. 
En España, las compresas, tampones, protegeslips, preservativos y otros anticonceptivos no medicinales tributan al tipo superreducido del IVA (4%).
En algunos países, estas peticiones ya han tenido éxito (por ejemplo, en algunas partes del Reino Unido y los Estados Unidos). El Reino Unido abolió el IVA mínimo del 5% impuesto a los productos sanitarios el 1 de enero de 2021, como lo había hecho anteriormente mientras era miembro de la Unión Europea; la legislación de la UE prohibía al Reino Unido o a cualquier estado miembro de la UE eliminar el IVA del 5% impuesto a los productos sanitarios.   

### Acceso a productos en prisiones
La Oficina Federal de Prisiones de Estados Unidos anunció que a las mujeres recluidas en sus instalaciones se les garantizará toallas sanitarias y tampones gratuitos. El artículo 411 de la Ley de Primer Paso, aprobada el 22 de mayo de 2018, establece: «El Director de la Oficina de Prisiones pondrá a disposición de los reclusos de forma gratuita los productos sanitarios descritos en el apartado (c), en una cantidad adecuada a sus necesidades sanitarias». 

### Otras visiones sociales
Algunas niñas y mujeres pueden considerar que los tampones y las copas menstruales afectan su virginidad incluso si no han tenido relaciones sexuales. Para las personas con autismo, el uso de toallas sanitarias antes de que comience la menstruación puede ayudar a reducir los problemas sensoriales asociados con los productos de higiene menstrual. La educación y la práctica previas pueden ayudar a familiarizar a una persona con los cambios corporales y el proceso de uso de productos asociados con la menstruación. 
La menstruación puede ocurrir a pesar de la parálisis; el uso del producto depende de la preferencia personal de cada individuo. 

#### Pobreza menstrual
La pobreza menstrual  describe, por una parte, el caso en el que las mujeres que menstrúan no pueden permitirse ningún producto de higiene menstrual o solo una selección limitada de ellos debido a su situación financiera o tienen que sopesar entre productos de higiene y otros productos necesarios para la vida. Por otro lado, incluye desventajas financieras que surgen, por ejemplo, porque las mujeres que menstrúan viven en la pobreza porque se les niega el acceso a empleos debido a su menstruación, por ejemplo porque se alejan de la escuela y reducen así sus oportunidades educativas . Otra causa de la pobreza menstrual pueden ser las enfermedades causadas por la menstruación o la falta de productos o instalaciones de higiene limpios.  
En África, por ejemplo, un promedio de una de cada diez niñas no asiste a la escuela porque no tiene acceso a productos de higiene o no hay baños seguros, privados e higiénicos en la escuela. Sólo en Kenia , aproximadamente el 50% de las niñas en edad escolar no tienen acceso a productos menstruales. 
En la India, aproximadamente el 12% de los 355 millones de mujeres que menstrúan no pueden permitirse comprar productos higiénicos. 